# Реджеп Юсуфи
Реджеп Юсуфи (на албански: Rexhep Jusufi) е албански революционер, деец на Бали Комбътар в Западна Македония.

## Биография
Роден е през първатата половина на второто десетилетие на XX век в Тетово. Учи в Рим и Падуа, преди да се върне в Тетово и да се присъедини към Люботрънския батальон на Гаюр Дерала като капитан. Батальонът отговаря за охраната на района от съпротивителни части, тоест югославските партизани.
След капитулацията на Италия през септември 1943 година, районът започва да се контролира от германски части. Германците не разпускат батальона, който се присъединява към Бали Комбътар. Частите на Дерала успешно отблъскват комунистическите партизани от Тетово, който е най-голямата база на Бали Комбътар в Македония.
В края на 1943 година Люботрънският батальон е изпратен в Кичево, за да подпомогне балистките части на Мефаил Шеху срещу комунистическите партизани. По пътя към Кичево партизаните организират засада край Букойчани и в сражението батальонът е унищожен, като Юсуфи загива.